# ウィリアム・ロスコー

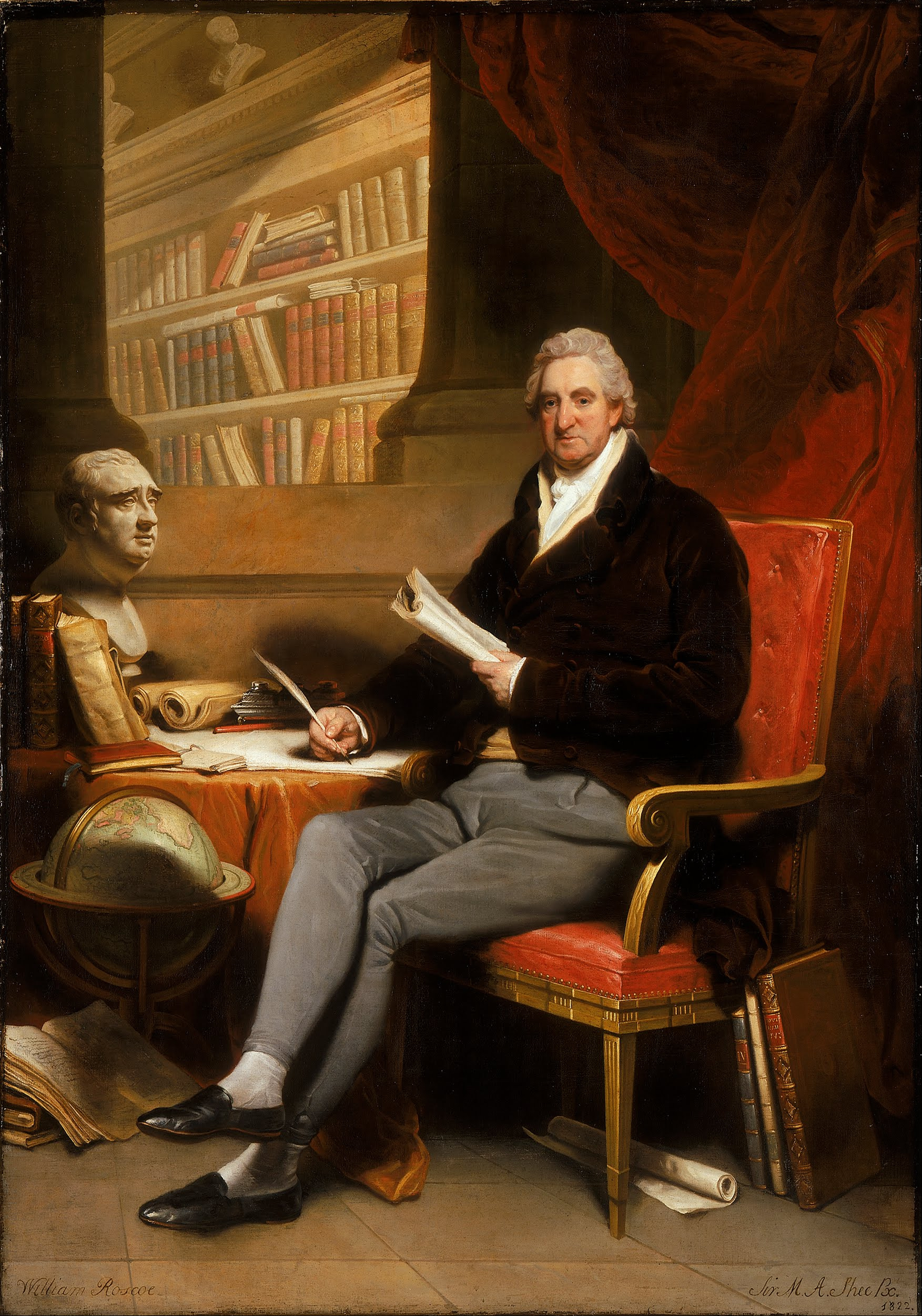
ウィリアム・ロスコー

ウィリアム・ロスコー（William Roscoe、1753年3月8日 – 1831年6月30日）はイギリスの銀行家、歴史家、作家である。ロレンツォ・デ・メディチの優れた伝記を書き、児童文学の分野では、息子のために書いた物語詩、『蝶の舞踏会とバッタの宴』（"Butterfly's Ball, and the Grasshopper's Feast"）が有名になった。

## 略歴
リヴァプールで生まれた。父親はmarket gardener（野菜農家）でBowling Greenという名のパブリック・ハウスを所有していた。12歳で学校に行くのをやめ、父親の農園で働き、余暇に読書をして過ごした。15歳の時、書店を開くが成功せず。16歳の時、弁護士をめざし、法律の勉強に勤勉であったが、イタリア語とイタリアの古典に関する愛着は変わらず持ち続けた。
1774年から法律家として働き始め、1781年にリバプールの商人の娘と結婚し、7人の息子と3人の娘をもうけた。当時、リバプールにも大きな利益をもたらしていたアフリカの奴隷貿易を非難する活動を行い、人々の賛同を得た。1793年に法律業務をやめ、政治家をめざすとともに友人のウィリアム・クラークと銀行実業に関与するが、後にこの銀行は破綻した。
1806年にリバプール議会の議員に選ばれ、翌年には落選するが、奴隷貿易の廃止に賛成票を投じた。1800年代のはじめに、リバプールの植物愛好家とともに、当時リバプールの郊外のMount Pleasant近くに、民営のリバプール植物園を創設した。この植物園は1830年代に移設されWavertree Botanic Gardensとなり、第二次世界大戦でドイツ軍の爆撃で損害を受けるまで植物園として存在した。
1816年の銀行が商業上のトラブルに見舞われ、ロスコーは負債を償うために書籍や絵画のコレクションを売却しなければならなくなった。法律的に起訴される怖れも生じた。1820年に銀行は破綻した。友人たちの援助で最も貴重な書籍はリバプール図書館に買い取られ、またロスコーのために友人たちは多くの出資を行った。
その後、商業活動を完全にやめ、友人の初代レスター伯トマス・クックのライブラリーの拡充と書籍研究に従事した。
1796年に出版されたロレンツォ・デ・メディチの評伝は同時代の歴史家から、高く評価され、何度か再刊され、フランス語、ドイツ語などに翻訳された。1797年にはルイジ・タンシッロ（Luigi Tansillo、1510-1568)の詩を翻訳した。1805年にはローマ教皇、レオ10世の評伝も発表した。子供のための物語詩、『蝶の舞踏会とバッタの宴』は1807年に雑誌に掲載された。
ロスコーの子供たちのうちウィリアム・スタンレー・ロスコーは詩人となり、トーマス・ロスコーはイタリア語の翻訳家となった。ヘンリーロスコーは法律の分野の著書があり、また父親の評伝を書いた。ヘンリーの妻のマリア・ロスコーは "Vittoria Colonna: Her Life and Times"の著者であり、彼らの子供に化学者のヘンリー・エンフィールド・ロスコーがいる。娘のメアリー・アン・ジェーヴォンは詩人であり、その息子のウィリアム・スタンレー・ジェヴォンズは有名な経済学者となった 。義理の娘のマーガレット・ロスコーは、ロスコーがリバプール植物園の植物の著作を出版した時、図版を描き、植物画家として知られるようになった。